# La Pàtria Catalana (revista)
La Pàtria Catalana va ser una revista que es va publicar entre 1880 i 1881 a la ciutat de Valls, Catalunya. Entre els periòdics publicats a la localitat, és considerada la primera revista escrita totalment en català que es té constància, i també una de les primeres de Catalunya. La revista es definia com un setmanari de literatura, ciències, arts i interessos locals, que tractava els principals fets d'informació local i comarcal.

## Naixement
El 1880 Ramon Roca i Sans fundà la revista La Pàtria Catalana. El 21 d’octubre del mateix any publiquen el primer número. Des del primer moment de la seva aparició fou ben recollida, no solament va interessar el públic en general, sinó també les classes cultes, com ho demostra a través de les col·laboracions que participaven en la revista. Aquesta bregava pel bé de Valls, per la cultura popular i per l'enaltiment de l'espiritualitat catalana. Alhora denunciaven abusos i defectes, i proposava millores d’interès públic.

## Història
La periodicitat de les publicacions era quinzenal, en total es van publicar 33 números, que estaven dividits en dos anys diferents, el primer correspon a 1880, el qual va haver-hi sis números, i el segon any vint-i-set.
Amb motiu de les festes decennals de la Candela del febrer de 1881, La Pàtria Catalana va organitzar el primer certamen literari celebrat a Valls, el qual assolí un gran èxit, sobretot pel fet que aquestes manifestacions literàries a Valls eren desconegudes. El Certamen va ser impulsat pel director de la revista.
El jurat estigué format per Josep Castellet i Sampsó, com a president; Pau Forès i Pallàs, Narcís Oller i Moragas i Ignasi Ferrer i Sol, en qualitat de vocals. I va actuar de secretari Francesc Roca i Sans. Setmanes més tard es va publicar un volum que es va repartir als subscriptors amb les composicions premiades, aquest va destacar perquè no estaven inclusos la Memòria del secretari ni el discurs del president, que era un fet habitual en altres certàmens literaris. La publicació del volum es va retardar a causa que esperaven el discurs del president, ja que segons Castellet li faltaven alguns retocs. Finalment es van cansar d’esperar i va sortir sense el discurs. Aquests es va imprimir al cap d’un temps, quan la revista ja havia plegat.
| Premis                   | Guanyadors               |
| ------------------------ | ------------------------ |
| Flor Natural             | Josep Blanc Romaní       |
| Escut d’or               | Artur Masriera i Colomer |
| Rossinyol de plata       | Jaume Ramon i Vilades    |
| Ploma d’or               | Pere Anton Torres        |
| Englantina de plata i or | Joaquim Riera i Bertran  |
| Pergamí de plata         | Vicenç Piera i Tossetti  |
| Brot d’alzina de plata   | Ramon Roca i Sans        |
| Viola boscana d’or       | Ramon E. Bassegoda       |
| Arna de plata i or       | Francesc Ubach i Vinyeta |

### Seccions de la revista
- Crònica: espai constant i destinada als successos locals de Valls amb els comentaris que fossin adequats per part de la redacció. És plena de suggeriments i d’observacions assenyades. Aquesta va ser l’única secció que va estar present a quasi tots els números publicats.
- Correspondències: Secció d’escrits curts de diversos corresponsals escampats per diferents localitats de Catalunya, amb notes d’actes i fets ocorreguts en les respectives poblacions. La secció sols va estar present als números 5 i 6 de l’any I, fora d’aquests no se’n van publicar cap més.

A partir del número 7 de l’any II es van publicar noves seccions:
- Religiosa: s'informava les celebracions religioses que es portaven a terme durant la setmana a les esglésies de Valls.

- Calendari de la setmana: amb els accidents del temps i el santoral.
- Registre civil: nota de naixements i defuncions.
- Comunicacions: entrada i sortida de carruatges.
- Correus: els horaris de l'entrada i sortida de la correspondència.
- Extracte dels mercats: es detallava el preu dels vins, alcohol, anisats i dels diferents productes agrícoles contractats.
- Espectacles públics: funcions teatrals quan n’hi havia.

Totes aquestes seccions que es van afegir al segon any van desaparèixer als cinc últims números, menys la Religiosa, es van substituir per una relació de finques en venda.

## Final
De cop i volta la revista va desaparèixer el 9 d’agost de 1881. Després de 33 publicacions, van publicar la darrera el 7 d’agost del 1881. El dia onze del mateix mes es va repartir un full als subscriptors signat per la Redacció, en el qual explicava els motius del tancament.
“Es per demés enumerar las moltas dificultats qu’en si porta una publicació en pobles subalterns, ahont l'escàs nombre de subscriptors que’s pot recullir, no permet sostindrer un personal de redacció y administració; […] al recullir la tirada es rebé recado del impressor, dihent, que no volia imprimir més LA PATRIA CATALANA. […] No tenint, donchs, altre impremta en la localitat y sabent per experiencia las moltas dificultats que portaria l’imprimir fora, no tenim per ara altre solució que sospéndrerlo [...]”

Part del full signat per la Redacció de La Pàtria Catalana, 11 d’agost del 1881 
El motiu principal pel qual suspenien la revista segons el text és que no es podien fer càrrec econòmicament de les despeses que produïa imprimir en una altra localitat, ja que per motius el qual no van voler explicar el director de la impremta de Valls va negar-se a continuar imprimint La Pàtria Catalana. Segons la redacció, des de l’inici de la revista van tenir diferents problemes econòmics per fer front a les despeses, a causa de l'escàs nombre de subscriptors que podien rebre de la localitat. Afegien que a tots els subscriptors que havien pagat per anticipat la seva subscripció els retornarien l’import.
Encara i així, hi ha persones com el doctor Josep Maria Figueres que hi preserva i té cura d'edicions de facsímils d'aquesta revista. No va ser un diari gaire molt extens, però va deixar marca i història a localitats de l'Alt Camp, entre les quals destaca Valls.

## Relació de directors i col·laboradors
La redacció de la revista estava integrada visiblement per quatre persones que eren el director i els tres redactors.

### Director
- Ramon Roca i Sans (Valls, 28 de juliol de 1850- Barcelona, 12 d’abril de 1926), a part de ser el director de la revista també va ser-ne el fundador. Estudia enginyeria industrial i agronomia a la ciutat de Barcelona, i amb vint anys marxà a l'Argentina, on un dels seus treballs va ser de col·laborador a la revista catalana L’Aureneta, fundada per Antoni de P. Aleu el 1876. En retorna el 1880, s'estableix a Valls i fundà “La Pàtria Catalana” (1880) i “La Veu de la Comarca” (1885). El 1886 decideix establir-se a Barcelona, on va ser directiu de banca, però sense deixar la poesia, ja que publicà diferents reculls poètics.

### Redactors
- Ramon Homs i Moncusí. Va col·laborar en diferents publicacions com en el Diario de Valls, El Vallense o El Eco de Valls. Tots els escrits que va publicar eren en castellà, excepte els de La Pàtria Catalana, i anònims. El 1891 amb la suspensió de El Eco de Valls es va retirar totalment de les seves intervencions periodístiques.
- Joan Roig i Ballesta. Va ser un poeta i comediògraf, el qual va publicar diversos reculls com Llibre de faules (1881), Cantars (1883), Llibre de faules i poesies (1884), entre d'altres, inclús en castellà. A la revista, figurà com a redactor, però la seva intervenció va ser la publicació de la ressenya d’un acte local i d’uns versos al·lusius a la benedicció de la fàbrica de gas.
- Eusebi Oller i Garriga. Va contribuir a fundar la revista, però no existeix cap col·laboració literària seva, tot i això figura com a redactor. També va formar part de la fundació de El Eco de Valls i figurà com a director per un temps.

### Col·laboradors
En les col·laboracions que va tenir la revista, costen sobretot diverses figures de relleu dins les lletres catalanes.
- Mossèn Jaume Collell
- Andreu Avel·lí Comerma i Batalla
- M. Dausà Ferrer
- Artur Masriera i Colomer
- Francesc Matheu i Fornells
- Narcís Oller i Moragas
- Jaume Ramon i Vidales
- Eduard Maria Vilarrassa
- Josep Ixart i Moragas

### Altres col·laboradors espontanis
Espontàniament també col·laboraven alguns escriptors proporcionant poesies o proses literàries, i traductors.
- Fra-Angèlic
- Ricard Cester
- Eusebi Cort
- Josep Blanc i Romaní
- Pere Güell i Forment
- Joaquim Olivé
- Josep M. Oller
- Ramon Roig i Ferrer
- Ferran Soldevila